# Хамин, Николай Александрович
Николай Александрович Хамин (13 апреля 1864 — после 1923) — российский и советский военный деятель, генерал-лейтенант (1915).
Родился 13 (25) апреля 1864 года в семье штабс-капитана гвардии Александра Николаевича Хамина, в следующем году ставшего начальником Чугуевского пехотного юнкерского училища, а впоследствии — генерал-майором и директором 4-го и 1-го Московских кадетских корпусов.

## Послужной хронологический список
- 1881 — окончил 1-й Московский кадетский корпус (военную гимназию) и 25 августа вступил в службу.
- ст. 12.08.1883 — окончил 3-е Александровское военное училище подпоручиком во 2-й пехотный Софийский полк.
- ст. 12.08.1887 — поручик.
- ст. 22.05.1891 — штабс-капитан (за отличие).
- 22.05.1891 — окончил Николаевскую академию Генерального штаба по 1-му разряду, назначен в штаб Варшавского военного округа.
- 26.11.1891 — 29.10.1892 — старший адъютант штаба 15-й кавалерийской дивизии.
- 29.10.1892 — 04.04.1894 — старший адъютант штаба 6-го армейского корпуса.
- ст. 28.03.1893 — капитан.
- 04.04-22.11.1894 — помощник старшего адъютанта штаба Варшавского военного округа.
- 22.11. — 10.12.1894 — старший адъютант штаба 4-й пехотной дивизии.
- 15.10.1894 — 15.10.1895 — отбывал цензовое командование ротой в лейб-гвардии Санкт-Петербургском полку.
- 10.12.1894 — 05.04.1898 (3 года и 4 месяца.) — обер-офицер для поручений при штабе Варшавского военного округа.
- 1897 — награждён орденом Святого Станислава 3-й ст.
- ст. 05.04.1898 — подполковник.
- 05.04.1898 — 16.03.1900 — штаб-офицер для поручений при штабе Казанского военного округа.
- 16.03.1900 — 29.01.1902 — старший адъютант штаба Казанского военного округа.
- 1901 — награждён орденом Святой Анны 3-й ст.
- 14.05 — 14.09.1901 — отбывал цензовое командование батальоном в 33-м пехотном Елецком полку.
- 29.01.1902-01.06.1904 — штаб-офицер при управлении 61-й пехотной резервной бригады.
- ст. 14.04.1902 — полковник (за отличие).
- 1904—1905гг — участник русско-японской войны.
- 01.06.1904-23.05.1905 — начальник штаба 61-й пехотной дивизии.
- 1905 — награждён орденом Святой Анны 2-й ст. с мечами.
- 23.05. — 08.10.1905 — в прикомандировании к Генеральному Штабу.
- 08.10.1905 — 13.12.1906 — командир 23-го пехотного Низовского полка 6-й пехотной дивизии.
- 1906 — награждён орденом Святого Владимира 4-й ст. с мечами и бантом.
- 13.12.1906 — 22.05.1909 — начальник Виленского пехотного юнкерского училища.

«На наше счастье, училищем тогда командовал полк. Хамин, который очень сочувственно отнесся к нам и помог нам ...  - из воспоминаний К.С. Леймана (прапорщика за боевое отличие на русско-японской войне, проходившего  краткий курс и сдававшего офицерский экзамен при училище, о подходе А.Н. Хамина к разрешению проблем своих подчиненных), – Настоящий начальник тот, кто строгий и справедливый начальник и вместе с тем, добрый и заботливый отец-командир – таким был для нас генерал Хамин …»
- ст. 22.05.1909 — генерал-майор (за отличие).
- 22.05.1909 — 1917 — начальник Алексеевского военного училища.
- 1912 — награждён орденом Святого Владимира 3-й ст.
- ВП от 22.03.1915 - награждён орденом Святого Станислава 1-й ст. (с 01.01.1915).
- ст. 06.12.1915 — генерал-лейтенант (за отличие).
- сентябрь 1917 — назначен Главным начальником военно-учебных заведений, начальником Главного управления военно-учебных заведений (ГУВУЗ).
- 1918 — добровольно вступил в РККА[2], начальник ГУВУЗ, Заведующий Петроградскими курсами Всевобуча.
- 01.05.1919 — начальник Высших организационных курсов Всевобуча.
- 01.03.1923 г. — преподаватель Главной Военной Школы физического образования трудящихся.